# خولژن
خولژن (به لهستانی:  Cholerzyn) یک روستا در لهستان است که در گمینا لیشکی واقع شده‌است. خولژن ۹۴۰ نفر جمعیت دارد.